# Circle (álbum)
Circle es un álbum de estudio colaborativo de Boom Bip y Doseone. Fue lanzado originalmente a través de Mush Records el 1 de agosto de 2000. En Europa, fue relanzado a través de The Leaf Label el 27 de mayo de 2002.

## Lista de canciones
Todas las canciones escritas y compuestas por Boom Bip y Doseone. 
| N.º | Título | Duración |  |
| 1.  | «Open» | 0:10     |  |
| 2.  | «The Birdcatcher»                                                                                            | 3:10     |  |
| 3.  | «Square» | 0:51     |  |
| 4.  | «Dead Man's Teal»                                                                                            | 2:57     |  |
| 5.  | «Re: The Rarity of Meaningful Experience»                                                                    | 1:08     |  |
| 6.  | «Directions to California»                                                                                   | 1:37     |  |
| 7.  | «The Lantern»                                                                                                | 3:19     |  |
| 8.  | «Art Saved My Life' - 71»                                                                                    | 1:37     |  |
| 9.  | «Questions Over Coffee»                                                                                      | 3:16     |  |
| 10. | «Wishful Thinking»                                                                                           | 2:51     |  |
| 11. | «Ironish» | 3:39     |  |
| 12. | «21 to 35»                                                                                                   | 0:23     |  |
| 13. | «Slight» | 3:17     |  |
| 14. | «Open Quotes»                                                                                                | 0:54     |  |
| 15. | «Town Crier's Walk»                                                                                          | 4:25     |  |
| 16. | «Fence Hopping»                                                                                              | 1:35     |  |
| 17. | «Poetic License»                                                                                             | 1:30     |  |
| 18. | «Viewfinder»                                                                                                 | 1:08     |  |
| 19. | «The Birdcatcher's Return»                                                                                   | 4:11     |  |
| 20. | «Sleep Talkin»                                                                                               | 2:43     |  |
| 21. | «Gin» | 5:03     |  |
| 22. | «Goddamn Telephone»                                                                                          | 2:48     |  |
| 23. | «I Get It»                                                                                                   | 0:13     |  |
| 24. | «Me and People»                                                                                              | 3:54     |  |
| 25. | «Ho's» | 0:38     |  |
| 26. | «Square... No Corners»                                                                                       | 1:37     |  |
| 27. | «This Album Was Meant to Be Myself but Somewhere Along the Line It Ended Up Feeling More Like You... Yet...» | 0:36     |  |
| 28. | «The Birdcatcher's Oath»                                                                                     | 5:20     |  |
| 29. | «Close» | 5:27     |  |